# Nasztaszen

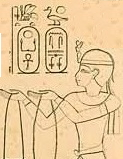
Nasztaszen

Nasztaszen (uralkodói nevén Anhkaré) Meroé kusita uralkodója volt i. e. 335–315/310 között. Egy Dongolában talált sztélé szerint édesanyja Pelha királyné volt. Apja talán Harsziotef király.

## Említései
Nasztaszen ismert sztéléjéről, melyen hosszú életrajzi felirat olvasható, egy ezüst kézi tükör nyeléről (ma Kartúmban, katalógusszám: 1374) és számos usébti-figuráról. A tükörnyél és az usébtik Nuriból, a korszak uralkodóinak temetőjéből került ki, a Nu. 15 piramisból. Nasztaszen volt az utolsó kusita király, akit a napatai királyi temetőben temettek el.
Az 1.63 méter magas gránitsztélét Új-Dongolában találták, ma Berlinben van (katalógusszám 2268). Eredetileg valószínűleg a Dzsebel Barkal-i Ámon-templomban állt. A királyt anyja és felesége kíséretében ábrázolja.

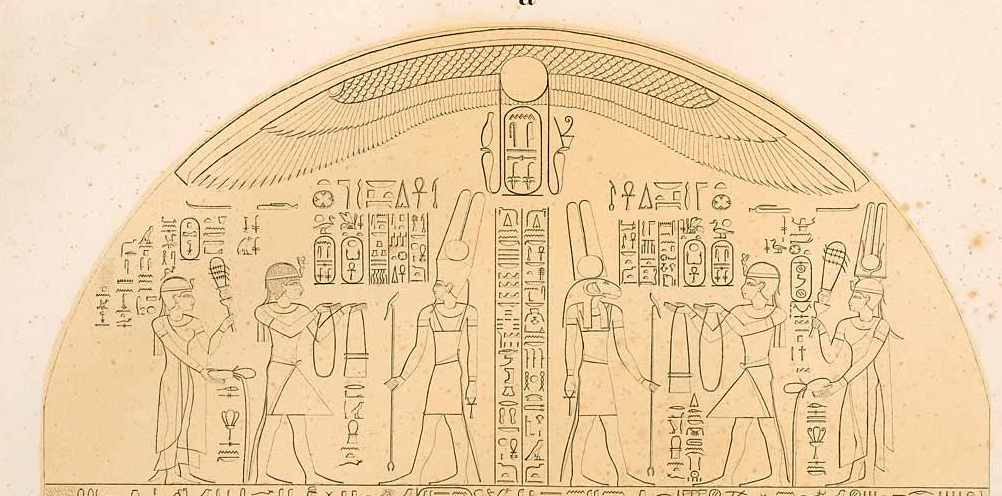
Nasztaszen anyja, Pelha (balra) és felesége, Szehmah (jobbra) kíséretében. (Lepsius Denkmähler)

## Konfliktusa Hababassal
Nasztaszen uralkodása alatt visszavert egy felső-egyiptomi támadást Kús ellen. Emlékművén az egyiptomiak vezérét Kambaszutennek nevezi, ami valószínűleg Hababas nevének helyi változata. Habbas felső-egyiptomi helyi uralkodó volt, aki i. e. 338 körül felkelést vezetett a perzsák ellen. Núbiai hadjárata kudarccal végződött, és Nasztaszen beszámol arról, hogy a győzelemnek köszönhetően jó hajókra és más zsákmányra tett szert.

## Fordítás
- Ez a szócikk részben vagy egészben  a   Nastasen című angol Wikipédia-szócikk ezen változatának fordításán alapul.  Az eredeti cikk szerkesztőit annak laptörténete sorolja fel. Ez a jelzés csupán a megfogalmazás eredetét és a szerzői jogokat jelzi, nem szolgál a cikkben szereplő információk forrásmegjelöléseként.